# Lục Xuân
Lục Xuân (tiếng Trung: 绿春县 Lǜchūn Xiàn) là một huyện tại Trung Quốc ở phía tây nam châu tự trị dân tộc Cáp Nê, Di Hồng Hà, tỉnh Vân Nam. Huyện này có diện tích 3.167 km² và có 20,8 vạn dân vào năm 2004. Huyện lỵ là thị trấn Đại Hưng (大兴镇).

## Phân chia hành chính
Huyện Lục Xuân bao gồm 4 trấn và 5 hương, tổng cộng 81 thôn và 2 xã khu.
- Trấn:
  - Đại Hưng (ở phía bắc huyện, diện tích 311,68 km², 11 thôn, 2 xã khu)[2]
  - Ngưu Khổng (ở phía tây huyện, diện tích 405,18 km², 12 thôn)[2]
  - Đại Hắc Sơn (ở phía tây nam huyện, diện tích ? km², 8 thôn)[2]
- Hương:
  - Qua Khuê (ở phía đông bắc huyện, diện tích 168 km², 8 thôn)[2]
  - Tam Mãnh (ở phía đông nam huyện, diện tích 263 km², 8 thôn)[2]
  - Đại Thủy Câu (ở phía tây huyện, diện tích ? km², 9 thôn)[2]
  - Bán Pha (ở phía nam huyện, diện tích 370,5 km², 7 thôn xã là: các thôn Bán Pha (半坡), Nhị Phủ (二甫), Ha Đích (哈的), Đa Sa (多沙), Cao Tỉnh Tào (高井槽), Ngưu Thác Lạc Hà (牛托洛河) và xã Bá Lựu (坝溜).)[2]
  - Kị Mã Bá (ở phía nam huyện, diện tích 488,35 km², 8 thôn, là các thôn Kị Mã Bá (骑马坝), Mã Ngọc (玛玉),  Ha Dục (哈育),  Thác Hà (托河), Mạc Lạc (莫洛), Bôi Khỏa (杯倮), Đông Long (东龙), Bá Ca (坝嘎).)[2]
  - Bình Hà (ở phía đông nam huyện, diện tích 460,31 km², 12 thôn xã, là: các thôn Bình Hà (平河),  Chiết Đông (折东), Tân Trại (新寨),  Đông Ha (东哈),  Xa Lý (车里),  Đông Tư (东斯),  Đại Đầu (大头),  Đông Phê (东批), Đông  Giác (东角),  Mễ Hà (咪霞),  Lược Mã (略马) và xã Bình Đông (平东).)[2]

## Địa lý
Lục Xuân giáp với huyện Hồng Hà ở phía bắc, hai huyện Kim Bình và Nguyên Dương ở phía đông, Giang Thành ở phía tây, phía tây bắc là huyện Mặc Giang của địa cấp thị Phổ Nhị, phía tây nam là Giang Thành của địa cấp thị Phổ Nhĩ và các tỉnh Lai Châu, Điện Biên của Việt Nam ở phía đông nam.
Điểm cao nhất đạt 2.637 m, điểm thấp nhất đạt 320 m trên mực nước biển. Nhiệt độ trung bình hàng năm đạt 16,6 °C. Lượng mưa trung bình hàng năm đạt 2.400 mm. Trong địa phận huyện này có hai con sông chính là sông Lý Tiên và sông Đằng Điều.

## Dân cư
Huyện Lục Xuân có 20,8 vạn dân, với dân số thuộc các dân tộc ít người như Cáp Nê, Di, Dao, Thái, Lạp Hỗ v.v chiếm 92,8%, riêng dân tộc Cáp Nê chiếm 88,2%, là huyện có tỷ lệ người Cáp Nê cao nhất toàn Trung Quốc.